# Simfonia núm. 9 (Schnittke)
La Simfonia núm. 9, op. 253, d'Alfred Schnittke va ser escrita dos anys abans de la seva mort el 1998. La reconstrucció del manuscrit d'una partitura amb prou feines llegible va ser feta per un compositor de generació més jove, Alexander Raskatov, contractat per Irina Schnittke, la vídua del compositor. Raskatov no només va reconstruir la novena de Schnittke, sinó que també va escriure la seva pròpia composició: Nunc dimittis - In memoriam Alfred Schnittke. L'enregistrament i estrena d'ambdues peces va ser dirigit per Dennis Russell Davies.

## Moviments
La Simfonia núm. 9 de Schnittke està escrita en tres moviments, cadascun consecutivament més ràpid que l'anterior:
1. [Andante]
2. Moderato
3. Presto

El moviment inicial no tenia originalment cap marcatge de tempo: Raskatov n'afegia un seguint el suggeriment d'Irina Schnittke que la idea del compositor era passar d'un moviment lent al principi a un de més ràpid al mig i un moviment molt ràpid al final.

## Instrumentació[calcitació]
En la seva Simfonia núm. 9, Schnittke va emprar una gran orquestra, incloent-hi triple vent de fusta, quatre trompes, tres trompetes, tres trombons, tuba, cordes, tres percussionistes i clavicèmbal.
L'Andante comença amb les cordes seguides del clarinet i el trombó. Raskatov va anomenar aquesta secció: "veu del més enllà". Els esdeveniments consecutius són interromputs per violents metalls. El clarinet juga el paper principal, dominant a poc a poc la secció de vents de fusta.
El moviment central Moderato comença amb les cordes seguides dels instruments de vent i el clavicèmbal. La trompa toca un solo engrescador i el tambor toca un ritme anunciant un final ràpid. Aquest moviment és una transformació de la lamentació del primer moviment a l'impuls del tercer moviment.
El Presto comença amb les cordes que toquen al compàs i els instruments de vent construeixen la paret del so. Les cordes i el piccolo continuen el diàleg. El clavicèmbal torna una estona. Un coral de vent curt augmenta i s’ensorra i els acords pianissimo dissonants tanquen l'obra.

## Reaccions crítiques
La Simfonia núm. 9 de Schnittke en la versió preparada per Raskatov, així com l'enregistrament en estrena mundial dirigida per Davies han donat lloc a opinions diverses i contradictòries.
James Leonard d'allmusic.com escriu: "La novena de Schnittke pot ser jutjada o no igual o fins i tot el superior de la seva vuitena, però és molt millor que el Nunc dimittis de Raskatov que l'acompanya aquí". Afegeix: "Però després d'escoltar-lo [ [Nunc dimittis] ], l'oient pot estar segur que el seu compositor no va afegir res de la seva pròpia música a la partitura de la Novena de Schnittke".
Robert Carl, d'ArkivMusic.com, escriu: "No ho puc evitar [en la meva interpretació de la Simfonia núm. 9], però sembla ser una peça del material més bàsic, fins i tot banal, que pot ser un punt didàctic o una broma fosca en l'esperit de l'humor de l'era soviètica (tot i que la peça és posterior a la caiguda d'aquest imperi) ". De Nunc dimittis, va dir: "No importa quines siguin les meves reserves sobre el Schnittke, però, Raskatov és una revelació".
El compositor i director d'orquestra William C. White, al seu lloc web, va escriure: "Crec que es tracta d'una música d'algú que ja està mort, com havia estat Schnittke, en haver estat declarat clínicament mort en diverses ocasions durant els seus atacs cerebrals. Gran part de la música sona com les passejades exploratòries d'un fantasma durant la seva primera trobada amb un nou univers ultraterrestre.... És clar, és una obra delicada i crec que hi ha molta riquesa per explorar en els seus matisos".

## Discografia
- Alfred Schnittke, Simfonia núm. 9; Alexander Raskatov, Nunc Dimittis, Dresdner Philharmonie, The Hilliard Ensemble, Elena Vassilieva (mez.), Dennis Russell Davies (cond.), ECM, 2009, ECM New Series 2025, 476 6994.
- Alfred Schnittke, Concerto grosso núm. 1; Simfonia núm. 9, Orquestra Filharmònica del Cap, Owain Arwel Hughes, BIS, 2009, CD-1727.
- Alfred Schnittke, The Ten Symphonies : Symphony No. 0, Cape Philharmonic Orchestra, Owain Arwel Hughes ; Simfonia núm. 1, Royal Stockholm Philharmonic Orchestra, Leif Segerstam ; Simfonia núm. 2 "St. Florian", cor de cambra Mikaeli, Royal Stockholm Philharmonic Orchestra, Leif Segerstam ; Simfonia núm. 3, Royal Stockholm Philharmonic Orchestra, Eri Klas ; Simfonia núm. 4, Stockholm Sinfonietta, Cor de cambra acadèmic d'Uppsala, Okko Kamu ; Simfonia núm. 5 - Concerto grosso núm. 4, Orquestra Simfònica de Göteborg, Neeme Järvi ; Simfonia núm. 6, Orquestra Nacional de Gal·les de la BBC, Tadaaki Otaka ; Simfonia núm. 7, Orquestra Nacional de Gal·les de la BBC, Tadaaki Otaka ; Simfonia núm. 8, Orquestra Simfònica de Norrköping, Lü Jia ; Simfonia núm. 9, Orquestra Filharmònica del Cap, Owain Arwel Hughes, BIS, 2009, CD-1767-68.